# Risinge
Risinge nævnes første gang i 1526. Risinge var krongods til 1661, da gården blev købt af Jens Madsen. Fra 1759 til 1823 hørte gården sammen med Rørbæk. Gården ligger i Flødstrup Sogn, Vindinge Herred, Ullerslev Kommune. Hovedbygningen er opført i 1750 og til – ombygget i 1795-1857-1859-1903-1934. Det markante tårn er påbygget af arkitekt Anton Rosen i 1903.
Herregården blev fredet i 1989.
Risinge Gods er på 349 hektar med Kissendrupgård og Rørbæk Skov
Risinge Gods er fra efteråret 2013 nyistandsat og udlejes nu som ferie- eller oplevelsesbolig for kortere perioder.

## Ejere af Risinge
- (1526-1661) Kronen
- (1661-1689) Jens Madsen
- (1689-1705) Thomas Købke
- (1705-1722) Poul Pedersen Bagger
- (1722-1727) Pernille Thomasdatter Købke gift Bagger
- (1727-1758) Hugo Praëms
- (1758-1759) Enke Fru Praëms
- (1759-1762) Maltha Ulrich Engelsted
- (1762-1786) Elisabeth Birgitte Lund gift Engelsted
- (1786-1820) Otto Jacob Engelsted
- (1820-1821) Marianna Catrina Elisabeth Wederkinch gift Engelsted
- (1821-1823) Jens Engelsted
- (1823-1827) Jørgen Petersen Kejrup
- (1827-1844) Christian Frederik Fog
- (1844-1873) Birgitte Cathrine Larsen gift Fog
- (1873-1900) Lars Fog
- (1900-1902) I. I. Larsen A/S / Rasmus Kattrup
- (1902-1927) Rasmus Kattrup
- (1927-1929) Rasmus Kattrups dødsbo
- (1929-1945) Oluf baron Bille-Brahe
- (1945-1977) Jørgen Christian baron Bille-Brahe
- (1977-) Torben Oluf Christian Preben baron Bille-Brahe
- (2018-) Charlotte Bille-Hasselstrøm